# Преображенский (Мордовия)
Преображенский — посёлок в Краснослободском районе Мордовии. Входит в состав Старозубаревского сельского поселения.

## История
В 2006 г. постановлением Правительства РФ посёлок Совхоз «Красный коноплевод» переименован в Преображенский.

## Население
| 2002 | 2010 |
| ---- | ---- |
| 985  | ↘836 |